# Gió sao
Thất thoát vật chất sao hay gió sao là quá trình ngôi sao đánh mất vật chất của nó trong mọi giai đoạn của tiến hóa sao. Ngôi sao gần Trái Đất nhất là Mặt Trời, gió sao xuất phát từ Mặt Trời được gọi là gió Mặt Trời. Thành phần chủ yếu của gió Mặt Trời là các điện tử và proton năng lượng cao, với giá trị khoảng 500 keV. Gió Mặt Trời gây nên các hiện tượng bão điện từ, cực quang trên Trái Đất. Gió Mặt Trời thổi hất đuôi các sao chổi theo hướng li tâm đối với Mặt Trời.
Thất thoát vật chất của Mặt Trời (gió Mặt Trời) ở khoảng 10−15- 10−14 {\displaystyle M_{\bigodot }} (khối lượng Mặt Trời) mỗi năm, các sao khổng lồ đỏ hay sao siêu khổng lồ hàng năm mất khoảng 10−6- 10−3 {\displaystyle M_{\bigodot }}. Giai đoạn cuối của quá trình tiến hóa các ngôi sao là lúc sự thất thoát vật chất sao trở nên mạnh mẽ, khi các sao già hất tung vật chất còn lại của mình vào không gian liên sao thành tinh vân hành tinh. Các vụ nổ siêu tân tinh là quá trình thất thoát vật chất sao mạnh mẽ nhất.